# Егилберт фон Моозбург
Егилберт фон Моозбург (на немски: Egilbert von Moosburg; * ок. 970/975; † 4 ноември 1039) е 17. епископ на Фрайзинг от 1005 до 1039 г.

## Произход и управление
Егилберт произлиза от фамилията на графовете на Моозбург. От 1002 г. той е канцлер на император Хайнрих II за Германия и Италия. През 1005 г. Хайнрих II го поставя като епископ на Фрайзинг.
Егилберт има влияние върху Хайнрих II и последника му Конрад II и е възпитател на Хайнрих III.
Той поддържа катедралната библиотека и във Фрайзинг е честван като блажен.
Следващият епископ на Фрайзинг от 1039 г. е Ниткер.